# Responsorien (Reger)

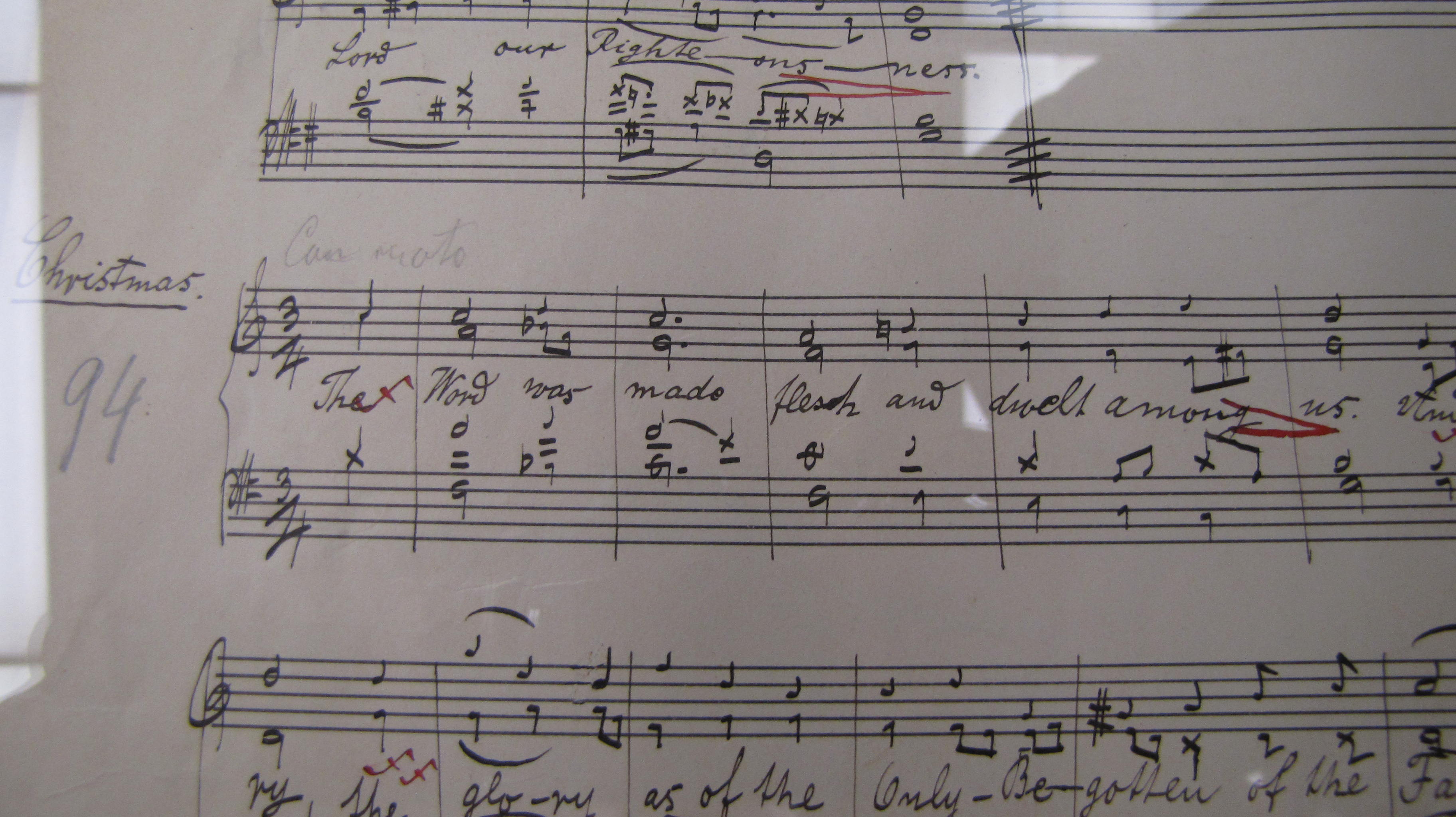
Regers Autograph des Weihnachtsresponsoriums

Die Responsorien von Max Reger sind 20 kurze Kompositionen für Chor a cappella, die englische überwiegend biblische Texte vertonen. Reger schrieb sie 1911 als Antwortgesänge für die Lutherische Kirche in den Vereinigten Staaten. Sie erschienen 1914 in Philadelphia als The Responsories.

## Geschichte
Reger komponierte die Responsorien 1911 auf englische Texte für Luther D. Reed, einen Professor für Liturgie, der sich dafür einsetzte, in den Gottesdiensten der American Lutheran Church auch zeitgenössische Musik zu verwenden. Reed versuchte, ältere Gottesdienstformen aufzugreifen, zum Beispiel die Vesper, die von Antwortgesängen geprägt wird. Im Sommer 1911 reiste der Organist Harry G. Archer in Reeds Auftrag nach Deutschland und bat Reger um Kompositionen. Da Reger kein Englisch beherrschte, verlangte er von Archer eine genaue Übersetzung, die die Bedeutung einzelner Worte erklärte und betonte Silben bezeichnete. Reger komponierte die Stücke und ließ sie durchsehen, wie spätere Änderungen belegen. Die Kompositionen wurden noch 1911 fertiggestellt. Reger schrieb sie bewusst für Laienchöre. Sie sind überwiegend homophon gehalten, auch um eine gute Textverständlichkeit zu ermöglichen.
Die Responsorien wurden 1914 von Luther D. Reed und The Church Music and Liturgical Art Society of Philadelphia gedruckt, unter dem Titel The Responsories. Verglichen mit dem Manuskript, enthält der Druck einige Änderungen in Bezug auf rhythmische Einzelheiten und Textverteilung. Reger erhielt möglicherweise keine Kopie, jedenfalls wurde in seinem Nachlass kein Exemplar gefunden. Hermann Grabner (1886–1969) gab 1961 eine Urtextausgabe für die Gesamtausgabe von Regers Werken heraus. Sie erschien in Band 27 von Max Reger: Sämtliche Werke, gedruckt von Breitkopf & Härtel in Wiesbaden. Der Verlag gab auch Fassungen in deutscher Sprache heraus, in fünf Bänden von je vier Responsorien, und in Einzelausgaben.
2007 erschien eine Urtextausgabe im Carus-Verlag, herausgegeben von Andreas Becker. Sie basiert für den englischen Text auf Regers Handschrift und enthält für die deutsche Fassung kleine Änderungen.

## Text und Musik
Die 20 Responsorien sind für unbegleiteten Chor gesetzt. Sie folgen zum Teil dem Kirchenjahr. Breitkopf & Härtel veröffentlichte Fassungen mit deutschen Texten.
1. Advent: Behold, the days come (Es kommt die Zeit, so spricht der Herr)
2. Weihnachten The Word was made flesh (Das Wort ward Fleisch)
3. Epiphanias: Arise, shine, for thy light is come (Mach dich auf, werde Licht)
4. Passionszeit: He was brought as a lamb (Er ward geführt wie ein Lamm zur Schlachtbank)
5. Ostern: Christ being raised from the dead (Christ, von den Toten erweckt)
6. Himmelfahrt: Go ye into all the world (Gehet hin in alle Welt)
7. Pfingsten: And there appeared (Und es erschienen den Aposteln Zungen)
8. Trinitatis: We bless the Father (Wir loben den Vater und den Sohn)
9. Forever, o Lord, Thy Word is settled (Dein Wort, o Herr, wohnt weit und ewig)
10. We know no other God (Wir kennen keinen andern Gott)
11. Fear God, and keep His commandments (Fürchte Gott und halte seine Gebote)
12. Thine, o Lord, is the power (Dein, o Herr, ist die Kraft)
13. Look down, o Lord, from Thy holy place (Sieh drein, o Herr, aus deinem Heiligtum)
14. Bless the Lord at all times (Preis den Herrn alle Zeiten)
15. Make me to go in the path (Herr, führe mich auf dem Pfad deiner Gebote)
16. Begräbnis: Shall we receive good (Haben wir Gutes empfangen von Gott), Text Hiob 2, 10.[4]
17. Begräbnis: I know that my Redeemer liveth (Ich weiß, daß mein Erlöser lebet), Text Hiob 19, 25.[4]
18. Begräbnis: If we believe that Jesus died (Denn so wir glauben, daß Jesus gestorben und auferstanden ist)
19. Begräbnis: Behold, how the righteous dieth (O sieh, wie der Gerechte stirbt)
20. Begräbnis: I will lay me down in peace and sleep (Ich will in Frieden mich niederlegen zum Schlaf)